# Myotis ozensis
Myotis ikonnikovi là một loài động vật có vú trong họ Dơi muỗi, bộ Dơi. Loài này được Imaizumi mô tả năm 1954.

## Hình ảnh

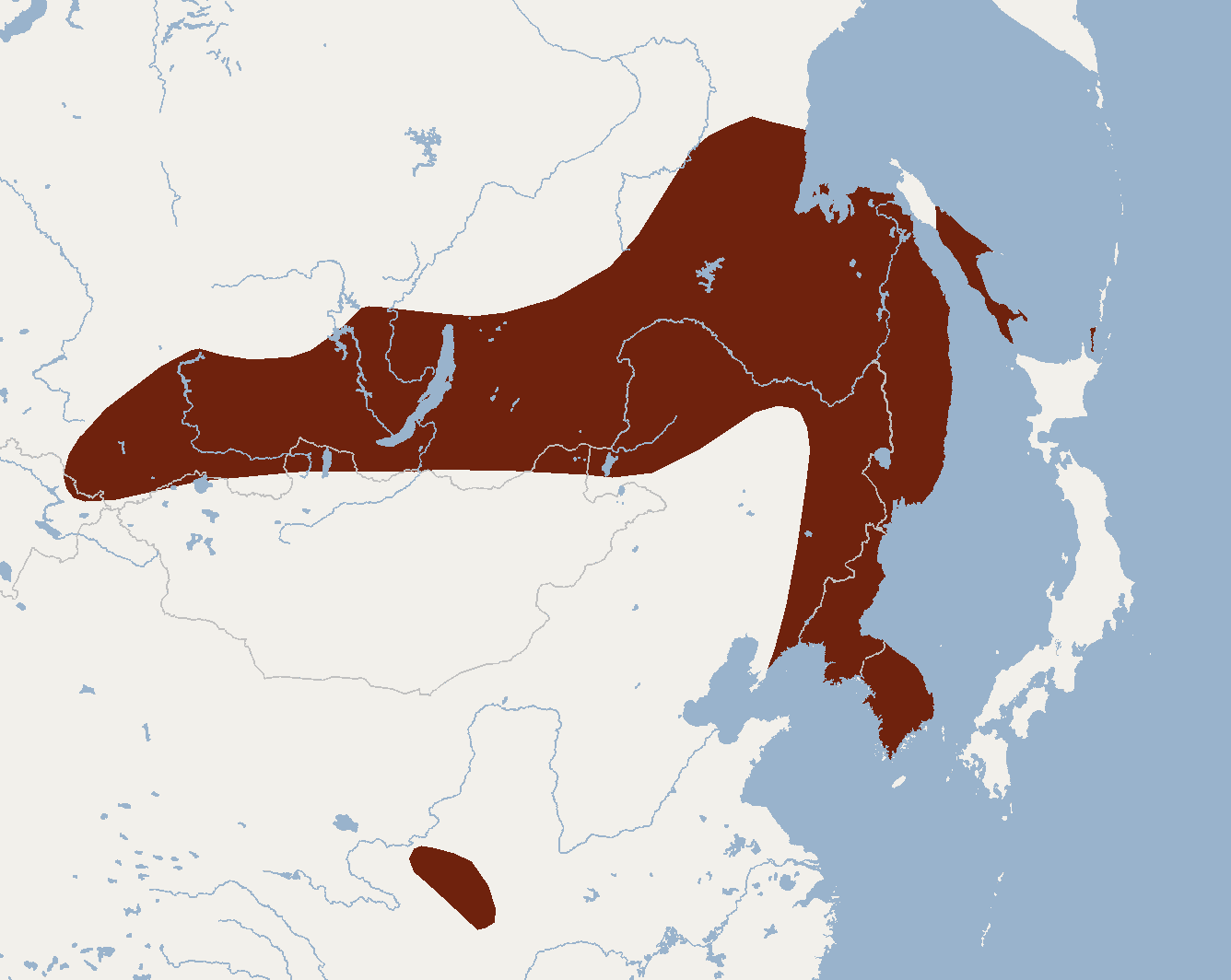